# Амано Такасі
Такасі Амано (天野尚 (яп. Amano Takashi); 18 липня 1954, Ніїґата, Японія — 4 серпня, 2015) — японський фотограф, аквадизайнер, засновник міжнародного конкурсу аквадизайну IAPLC та компанії «Aqua Design Amano» (ADA).